# 1299
- Wikisource

| Calendário gregoriano                                                        | 1299 MCCXCIX                                          |
| Ab urbe condita                                                              | 2052                                                  |
| Calendário arménio                                                           | 748 – 749                                             |
| Calendário bahá'í                                                            | -545 – -544                                           |
| Calendário budista                                                           | 1843                                                  |
| Calendário chinês                                                            | 3995 – 3996 Início a 1 de fevereiro (aproximadamente) |
| Calendário copta                                                             | 1015 – 1016                                           |
| Calendário etíope                                                            | 1291 – 1292                                           |
| Calendários hindus - Vikram Samvat - Calendário nacional indiano - Cáli Iuga | 1354 – 1355 1220 – 1221 4399 – 4400                   |
| Calendário Holoceno                                                          | 11299                                                 |
| Calendário islâmico                                                          | 698 – 699                                             |
| Calendário judaico                                                           | 5059 – 5060                                           |
| Calendário persa                                                             | 677 – 678                                             |
| Calendário rúnico                                                            | 1549                                                  |
| Calendário solar tailandês                                                   | 1842                                                  |

1299 (MCCXCIX, na numeração romana) foi um ano comum do século XIII do Calendário Juliano, da Era de Cristo, e a sua letra dominical foi D (53 semanas), teve início a uma quinta-feira e terminou também a uma quinta-feira.
No reino de Portugal estava em vigor a Era de César que já contava 1337 anos.
| Ano completo                        |
| ----------------------------------- |
| Ano comum com início à quinta-feira |

## Eventos
- Osmã I cria o Império Otomano, que irá durar até 1922.
- Fundação do município (pelo foral) de Vila Nova de Foz Côa.
- Terceira investida mongol contra a Síria. Rechaçada pelos mamelucos próximo da cidade de Damasco.
- A cidade de Florença proíbe o uso de algarismos arábicos para comércio, permitindo apenas números romanos.

## Mortes
- Nogai, general da Horda de Ouro, após uma disputa de poder com o cã Tocta.